# Sonzay
Sonzay is een gemeente in het Franse departement Indre-et-Loire (regio Centre-Val de Loire). De plaats maakt deel uit van het arrondissement Tours. Sonzay telde op 1 januari 2022 1.414 inwoners.

## Geografie
De oppervlakte van Sonzay bedroeg op 1 januari 2022 48,34 vierkante kilometer; de bevolkingsdichtheid was toen 29,3 inwoners per km².

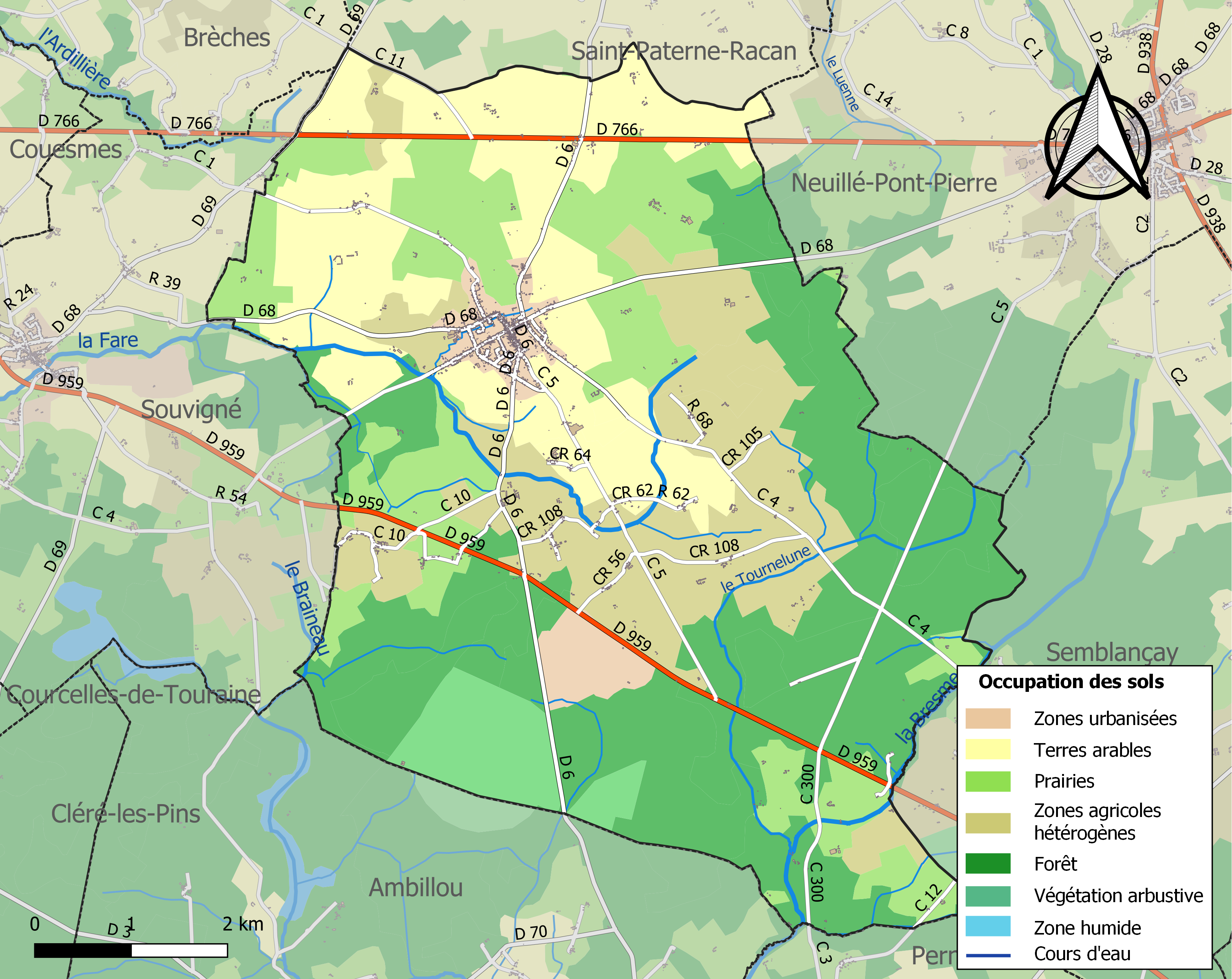
Kaart van de gemeente met de belangrijkste infrastructuur, bodemgebruik en omliggende gemeenten

## Demografie
Onderstaande figuur toont het verloop van het inwonertal (bron: INSEE-tellingen).